# 六四事件中的武漢市
1989年春夏之交，中华人民共和国爆发全国性抗议运动，史称六四事件或八九民运，中国官方称1989年春夏之交的政治风波。期间作為湖北省的省會，武漢爆發了全省最大規模的遊行示威，也有抗议、罢课、集会及其他政治表达行为。这些活动多由学生、工人主导，也包含市民等群体发起，与全国范围内的抗议相呼应。在全國範圍內來說，当时武漢高校學生在全國的數量是全國的第三位。武汉长江大桥等重要交通路线曾经在六四镇压前后被示威者多次堵塞。学生示威者也多次尝试与武汉的大型工业企业工人进行串联。

## 4月
胡耀邦死後，4月15日，武汉发生响应北京的學生遊行，并就關於胡耀邦評價問題,新聞自由,民主的問題提出诉求。4月18日，华中理工大学、中南财经大学、武汉大学、湖北工业学院、中国地质大学、湖北水利电力学院、华中师范大学、武汉城建学院等8所高等院校共贴出悼念胡耀邦的大幅标语56条，挽联6幅。官方指其中“有的内容偏激，含沙射影”，包括“推进自由和民主进程——胡耀邦”、“有的已死去，有的还活着；有的还活着，有的已死去”，“你留下的空白，历史不久将会感到……”。湖北工学院有学生指胡耀邦是在开政治局会议时气死的。
4月19日至22日，湖北省委向中央政府报告，该市发生的学生示威活动越来越具有政治性。19日晚，武漢大學數百名學生举花圈、火炬遊行,高呼「打倒官僚」、「耀邦同志永垂不朽」、 「還我民主、還我自由、反對腐敗」等口號,抵達武昌街道口時,人數增至2000多人。还有公共汽車乘客向遊行學生鼓掌歡呼。
4月20日，一些武汉学生到北京进行串联，当晚高校学生到湖北省政府门前游行。武漢水利電力學院200名學生捧著胡耀邦像，打著上寫「民主科學自由平等」、「反對專制,打倒官僚」的三米多長橫幅,呼喊「遊行無罪」、「自由萬歲」等口號,抵達洪山禮堂前舉行近半小時的追悼會。武漢大學三百多學生擡著花圈上街遊行,呼喊「民主萬歲」、「自由萬歲」等口號。21日，武漢大學有學生到武汉市政府請願，先後三次衝開大門,均被手持電警棍的警察驅逐出去。
4月22日 ，又有各高校六千名學生在胡耀邦追悼會結束在武昌至汉口的主要街道游行。此外武汉大专院校的一些人成立“自治联合会”等组织，有人開始在武漢长江大桥游行静坐。從四月中旬開始，武漢地區高校的學生遊行靜坐現象，使得有的學校被迫停課, 有的學校只有部分學生上課,教學秩序基本被打散。上海世界经济导报事件之后，该报收到来自湖北的声援电报、信件等。
四二六社論公佈後，大型示威活动爆發 。4月25-26日，高校的学生继续张贴大小字报，呼籲罷課或呼吁成立组织，制订行动纲领。有的要进行募捐，准备到各地大学进行串联。4月26日，武漢大學有人呼籲停止盲目行動,成立公開的領導機構武漢大學行動委員會，以使武漢地區的學運發展為一個“有明確綱領,目標成熟的運動”。上午，有人在武漢大學貼出通知，呼籲晚上開會成立學運領導小組或為武漢大學學生自治會。經校方勸阻,當晚沒有開會成立學生組織。校長齊民友認為四二六社論發表後，使“問題深化了”，“對學生遊行性質說得很嚴重”,使得學生工作變得困難。
在4月29日袁木與北京學生对话播出之后，示威活動演變成抗议活动。晚上，武汉工业大学、武汉钢铁学院、华中师大、武汉工学院等校四千多学生上街游行，抗议中央电视台播出的袁木等人与学生的对话录像。途经武汉大学时进入校园，呼吁武大学生参与，后在武大校园的枫园、桂园集会，并喊着“打倒官僚”等口号，橫幅有「憂國、憂民、憂自己」、「要民主、要自由」。有人抨擊四二六社論。有人呼籲五四上午在街道口集合。有人鼓动学生到工厂、农村去串联，发动农民搞土地革命，发动工人取消企事业单位的党委。次日凌晨,學生解散回校。

## 5月
5月1日下午，武汉水运工程学院有200多名学生试图到武汉钢铁学院串联，被校方在大门阻拦，此后学生回校。5月3日，武汉大学、武汉工学院、中南财经大学、华中师大、武汉水利电力学院、武汉工业大学、武汉测绘科技大学、武汉水运工程学院、湖北大学、中国地质大学、武汉钢铁学院、武汉粮食学院等13所院校出现五四上街游行的大字报或传单。当晚华中师范大学1000多名学生在校园集会，准备次日早晨上街游行。同日，中共湖北省委召开干部大会，关广富发表讲话。省委随后起草了《关于稳定高校局势,防止“五四”闹事》的5条措施。
5月4日，據估算有10000名学生參與游行要求政府控制通货膨胀，反對官員腐敗，武汉大学、华中师大、武汉工业大学、武汉钢铁学院、武汉体育学院等20餘所高校3万多人，從上午到下午分三批上街游行。遊行造成交通嚴重阻塞,但未發生衝突。遊行前學生要求提口號要提“目前可行”的口號，要注意不能提實行多黨制或打倒共產黨，認為多黨制在中國的體制下行不通，共產黨則有幾千萬黨員遍布社會。當天标语、口号主要是：「學生萬歲,遊行無罪」、“拥护中国人，不杀中国人”、“纪念五四、兴我中华”、“发扬五四精神”，“声援北京学生运动，支持七點建議”、“打倒官倒，打倒腐败”等。他們到湖北省政府门前汇集后，游行组织者宣读了请愿书，內容為：
1.嚴懲官倒,打倒貪官。
2.新聞要儘早立法,新聞自由。
3.重視教育,提高知識分子待遇。
4.抑制通貨膨脹,平抑物價。
5.為勇於說真話的《科技日報》、《世界經濟導報》平反。

6.禁止對愛國青年實施無理迫害,保障學生的正當權利。
湖北省政府辦公廳、信訪辦公室人員接受了《請願書》。游行中，武汉自来水公司宗关水厂工人张毅在武昌阅马场尾随学生至湖北省政府门前，参与学生在该处举行的静坐活动。下午五时许，当学生再次游行至阅马场附近时，张毅用扩音喇叭进行鼓动，游行队伍冲上长江大桥，导致交通堵塞。有些報導指學生有兩次衝擊省政府的行動。有学生则在事后指當晚政府派出了防暴警察來鎮壓，导致少數学生受傷，并使示威者感到愤怒。武汉市政府对示威的回应与中央政府一致，表示歡迎學生提出對話的請求。
5月14日，北京學生開始了絕食，對武漢學生的影響很大，而湖北政府並沒有履行對話的諾言，而选择进行拖延，武汉学生於是發動了聲援北京學生的行動。5月15日，北京学生的绝食请愿引起声援支持。晚十一时许，武汉大学、武汉水利电力学院、湖北医学院等12所高校约8000名学生上街游行，呼喊“打倒袁木”、“打倒官僚”、“打倒腐败”等口号，到省委省政府门前静坐、发表演讲、要求对话，并未获得回应。有学生到省委高幹的住處示威，有五六百人冲进省委、省政府领导住地，通宵靜坐、演講、唱歌、示威，经劝说于16日凌晨四时许撤出，后来又有一百多人到省政府门前静坐。当时围观群众约二三千人。
5月16日，各處高校學生有幾萬人出來聲援静坐的学生，中南财经大学、湖北医学院、湖北省教育学院等校1000余名学生游行到湖北省政府门前，与15日在那里静坐的学生汇合。下午，华中师大等校2000多名学生加入静坐队伍，华中师大学生廖宝斌、武汉大学学生刘向阳（均为八六学潮的骨干）等向省政府递交请愿书，要求16时前与省政府对话，否则上长江大桥静坐。湖北省委派出兩個副秘書長,答覆關於對話的情況,跟學生代表進行了關於對話的商談，商讨对话的进行方式和程序。但双方无法达成一致。16时45分，静坐学生前往长江大桥。晚七时，2000多名学生在长江大桥武昌桥头堡静坐，长江大桥公路交通全部中断。21时许，湖北大学、华中理工大学等校2000多名学生游行到武昌桥头。
5月17日早上，继续有24所高校近万名学生先后走出校门，4000多人在长江大桥静坐，大桥公路交通再次中断。游行队伍中出现“工人声援团”、“湖北社会科学院”、“华工教师声援你们”、“长江日报支持你们”等横幅。当天，武漢高校聯合自治會總部与湖北省委进行對話。參加過對話的学生滙報說,有学生指政府人員对其说:「你們不要跟我們搞什麼最後通牒。」但学生否认有这回事。华中师范大学200多名研究生准备到京广线静坐，并准备卧轨。15时47分，200多名学生站在长江大桥京广铁路线上，在黄鹤楼附近的位置拦截了一列从武昌开往西安的客车和一列由南到北的货车，致使两列火车停驶。16时30分，列车恢复正常运行。在于湖北省委对话的过程中，武漢高校聯合自治會被對方告知有學生隊在京廣綫臥軌，并派出219名代表前去疏散，到达时列车已恢复通行。有学生指列车中断純屬意外事故,非有意臥軌，原因是有學生隊伍路經武漢長江大橋北橋，一部份羣眾在鐵路橋附近觀望，并表示受阻时间仅为32分鐘（《長江日報》報導)，与李鵬后来说京廣綫在武漢被中斷二個多小時的说法不一。也有学生认为“採取了這些行動並非是同學的本意”“在忍無可忍的情況下,可能幹出一些我們不願意看到的事情,這是沒有辦法的,只能怪政府,不能怪學生”，并表示尽管大橋被學生堵住的時候导致很多工人不能上班，但他们对學生表达理解。當晚，學生在湖北省政府外示威，反對省政府不履行對話的承諾，并发生冲击省政府的事件。有学生否认示威者曾冲入并占领政府，并表示政府内有大量武警，若冲进去会被殴打，并表示希望在宪法框架内维护权利，“不希望用什麼武力的途徑爭取,不希望有什麼衝突”，认为政府夸大冲突的情况，并企图“利用這些藉口”进行暴力鎮壓。
5月18日，繼續有十餘萬名學生和各界人士继续走上街头示威遊行，交通继续遭到堵塞。武汉示威人数比較多的時候有十幾萬人，其中包括各界群眾、各階層人，如工人、農民、一般的市民等。5月19日，武漢高校聯合自治會總部打電話給湖北省委，要求其向國務院、中共中央、全國人大轉述学生方面对17日铁路中断事件的说法，並要求“李鵬對他所說能夠負責,否則一切後果將由李鵬負責”。此后，武漢高校聯合自治會總部继续印发《京廣綫中斷事件真相》等传单，试图向武汉、北京等地的示威者表达学生方面的说法。当晚，北京宣布戒嚴後，湖北省公安厅报告指多数干部表示支持，认为中央决定果断及时，有利于恢复社会秩序，制止动乱；示威者声称“政府对学生爱国没有诚意”，是“对学生实行残酷镇压”，表示要“团结”，“觉醒”，“抗争到底”。武汉有传单称“三十八军官兵联名写信，如果镇压学生，我们就拼了”。“北京二十万大学生宣布集体绝食，奉命镇压学生运动的三十八军连以上军官宣布辞职”，“北京市民以自己的血肉筑成血肉长城，把军车挡住”。官方亦指五月中旬以後，有學生衝擊武昌、漢口火車站,無票強行乘車進京,有的臥軌攔車,使得鐵路運輸秩序被干擾,給經濟造成重大損失。
5月20日，湖北省政府致電中共中央，擁護李鵬、楊尙昆在北京市黨政軍大會上的講話。从武漢抽調的二千多名學生到达北京声援。有武漢市高校聯會负责人在受访时认为“北京的命運決定了全國的命運”，因此特意来北京声援，同时将两地的信息经验进行交换，亦表示“北京來的消息對武漢的影響很大,這對於我們發動聲援北京同學的行動很有影響力”。受访者对运动的结果不感樂觀，但亦认为学生成功争取了市民的支持，表示“回到武漢後,會盡量提高年青一代的民主意識水平”，亦表示希望社会进步，“不希望這場運動被什麼人所利用達到什麼目的”，“不希望發生什麼動亂”。
5月20日及21日，华中师范大学、武汉大学等21所院校10000余名学生上街游行，抗议或攻击李鹏的讲话和北京戒严令。少数学生到湖北省政府请愿，很多学生在武汉三镇的几条主要干道和长江大桥上静坐、讲演并散发传单，呼喊“反对镇压”、“打倒独裁”、“不怕流血”等口号，有人打“反对独裁”，“反对警察”，“李鹏下台，小平滚蛋”等标语。静坐造成长江大桥公路桥交通一度中断，一些标语、传单内容为“李鹏丧尽天良”、“邓小平祸国殃民”、“呼吁民众起来反抗暴政”。5月21日下午至晚上，在武汉大学校园学生宿舍区，武汉大学、华中理工大学、华中师大等25所高校的学生代表开会，宣布成立武汉高校自治联合会。
运动期间，也有工人成立「武漢市工人自治會」和「湖北工人自治聯合會」。有学生领袖向香港媒体透露，武汉的各行各业在与学生接触时，会透露自己面临的困难与对政府的不满，如工人的待遇和生活成本问题、奖金问题等，“我們在募捐過程中,很多工人都很激動地對我們吐苦,對我們表現了很大的支持態度”，并表示很多市民对学生的行动“拍手稱快”，并佩服学生敢于将自己的心里话说出，“市民吃了什麼苦,吃了什麼虧,一般都不敢說話”。而学生的主要诉求包括對話、憲法問題和宣傳及聲援北京的問題。有武汉高校学生组织的负责人认为学生的诉求并不过分，“沒有什麼要求下台”“只提出最起碼的要求”，并因此不满政府的处理态度。对于像北京那样的高校自治联会，有领袖表示武汉成立的困难在于“各個院校的政工工作做得很細密,各個方面對學生的限制威脅比較大”、亦与“武漢學生的素質及水平”有关，但亦肯定武汉学生在组织宣传、绝食团和游行上的能力。武汉的学生组织会在游行期间在人群聚集的地方演讲，除表达个人看法外，亦向示威者介绍北京的情况，或讨论政治和經濟問題。
5月21日，武汉大学、武汉工学院等11所高校准备派学生到武钢、鍋爐廠进行鼓动宣传，号召工人罢工。5月22日清晨，继续有十多所高校近2万名学生先后游行到武汉钢铁公司，与以前滞留的2000名学生会合，将武钢道路全部堵塞，集中到武钢门口，企图鼓动工人罢工。数百名学生冲进炼钢厂、炼铁厂等生产区游行，以“武汉高校自治联合会“名义，向武钢工人散发了大量呼吁罢工的传单。武钢领导、保卫人员和工人在场劝解交涉，未让他们进入厂区，学生只好返回市区游行。
5月23-24日，继续有学生上街游行抗议。5月23日，有10所高校的2000学生分别在通向武汉钢铁公司的主要路口拦截车辆搭乘，到达武汉钢铁公司大门前，演讲、散发传单、静坐，要求武汉钢铁公司通电全国：不承认李鹏政府，号召工人大罢工。下午四點二十分左右，滿載武鋼工人和高校學生的幾輛卡車行經漢陽立交橋下時，從龜山上突然衝下身穿野戰服、頭戴鋼盔、手執電棍的防暴警察、武裝警察及便衣警察一百餘人,攔住卡車。有目击者指其強迫司機交出車钥匙，並且強行拖下車上对其進行毆打，并有学生拍照佐证。有学生形容状况“目不忍睹”，并指“工人學生們被打得在地上翻滾呼號,有的被打得昏迷不醒,在場的過路行人和圍觀市民也遭毆打”。有部分被打昏者被防暴警察扔上車，同時還抓走了四十餘名工人學生。暴力行为持续仅五分钟，有学生表示“這是他們平時刻苦訓練的結果,只是此刻却用來對付人民”。傍晚，武汉大学、湖北工學院、華中工學院等5所高校3000名学生得知消息后，會集在毆打地點，到长江大桥和汉阳立交桥静坐，要求公安机关无条件释放被捕人士。他們打着「抗議暴力,反對鎮壓」的標語,並派學生代表前往武漢市公安局漢陽分局進行談判,提出四項條件。
1.無條件釋放工人和學生;
2.承擔工人、學生全部醫療費;
3.在《湖北日報》、《長江日報》、湖北電視台向市人民公開道歉;

4.如當局不予答應,我們將採取激烈的行動,一切後果由政府承擔。
當局则指是工人學生示威者動手打人，致使談判受阻。对此不满的學生決定在武漢長江大橋橋頭漢水橋橋頭等靜坐示威。游行、静坐活动使交通中断2小时以上。5月24日，武昌至北京的264次列车由于部分学生强行登车不能正点发出。中午時分，各高校紛紛到静坐示威地点聲援。有湖北工學院美術系學生向群眾展示了警察毆打人的照片。有更多的民众參加了游行抗議政府。有学生表示政府如不作出答覆,“一定要堅持到底,不達目的,誓不罷休”。此后学生派往北京的代表也通过传单等的方式，试图向民众转达事件的消息，并将事件称为“武汉五二三惨案”。对此，5月22-26日，湖北省、武汉市政府先后发出“维护长江大桥安全畅通”、“关于坚决制止学生冲击铁路,强行乘车进京的通告”，禁止在长江大桥集会、游行、静座。
5月26日，上午，武汉大学、华中理工大学、师范大学等11所大专院校的一千多名学生上街游行、演讲。武汉地区高校学生自治联合会的20所高校40余名学生代表在武汉大学开会，决定将洪山礼堂一带建成“像天安门广场那样的根据地”。有人在洪山礼堂门口静坐。演讲中有人认为要“打持久战”。另外也有一些院校贴出了“拥护党中央”的标语。社会有人谣传万里回国要求召开人代会罢免李鹏，但被困在上海了，或“中央把赵紫阳等人定为反党集团”等等。
5月27日，大部分学生仍没有复课，继续有大小字报鼓动罢课游行。武汉高校自治联合会收到北京高校自治联合会的电报，要求武汉高校组织参加次日的全球华人大游行活动。在运动期间，武汉的官方媒体对示威进行冷处理，有学生不满“我們的報紙一點也沒有報導這次事情”，认为“武漢市有6百萬人,每人都知道這次事情,但報紙一點都沒有報導”并表示武汉当局的策略市“你有你搞,他不管你,你們在前門靜坐,他們在後門進出”，武汉市政府內有武警，如果有示威者衝進去就会被“關門打狗”。有学生表示运动初期，學生上街遊行數目不多的时候，警察主要采用冲散的方式，而比较少打人。随着游行人数的增多，警察只在旁監視，或给學生開路。曾經有過武警試圖阻止學生上街遊行,後來,學生代表跟武警對話後,武警也讓開,讓遊行隊伍前進。武汉学生组织的代表在北京接受外媒采访时表示武汉未爆发大规模冲突，并认为当地政府采取的是拖延策略，并等待北京方面的动作。
5月28日，武汉大学、华中师大等校逾二萬名學生参加响应当天的全球华人大游行。29日，北高联的“民主自由宣传团”近20人到达武汉。武汉地区15所高校学生自治组织的负责人在当晚开会，“民主自由宣传团”的7名成员也参加会议，并介绍北京情况。北高联派遣的“南下民主宣传团”继续在高校中活动。

## 6月
6月2日，武汉各高校60%的学生已复课，仍有少数学生串联演讲。武汉钢院40多名学生在青山公园门口演讲，鼓动武钢工人罢工，经公安调解劝说后陆续返校。
在6月4日听到北京镇压的消息后，全市18所高校13000多名大学生参加了游行，并封锁了武汉、武昌和汉阳之间的主要道路。五百餘名學生在武昌橋頭鐵軌靜坐示威。下午2时40分，300多名大学生在长江大桥铁路引桥下卧轨，后又有2000多名学生抬着两个花圈放在铁道上，造成京广铁路中断，直到下午七时通车。
6月5日上午，17所高校逾5千名学生先后上街游行。11时许，群众学生约几千人汇集于长江大桥武昌桥头静坐，并占领长江大桥铁路、公路线，使连贯武汉三镇的公路交通一度中断，列车、汽车停开。湖北大学、湖北粮食学院、华中理工大学500多名学生在京广线卧轨。华中理工大学、湖北大学等5所高校逾3千名学生阻断长江大桥铁路运输，时间长达7小时。下午，武汉大学逾4千名学生游行到火车站，百余名学生冲击火车站，阻止列车通行。当晚，武汉大学、华中师大等校分别召开数千人的追悼大会。中南财经大学校内多处出现“打倒共产党”、“共党不除，国无宁日”、“向共党宣战”等标语。
6月6日上午，武汉钢铁学院1000余人将武汉钢铁公司工人上班所经路口堵塞不许工人上班。武汉大学、华中师大、武汉水利电力学院2500余人冲击重型机床厂，鼓动工人罢工。湖北大学约一千名学生将武昌车辆厂大门围住不让工人进厂上班。下午一时许，华中理工大学等院校600余名学生，在京广线武昌区跨线桥铁轨上静坐，造成铁路中断。当天上午九时，武汉钢铁学院、华中师范大学、武汉大学等10余所高校逾7千名学生上街游行，湖北造船厂200多名工人也参加了游行。一些学生在通往武钢的路上设置路障，阻止工人上下班。中午，一些学生拦截一辆卡车和一辆油罐车，站在车上讲演，造成交通堵塞。公安指警察上前劝阻后有10名警察遭殴打，警察将四名“为首分子”带离现场。中午12时45分，有人和学生说公安局抓人，湖北师院200多名学生冲击市公安局，两辆警车被砸。有学生在铁路上静坐，造成京广、武大（冶）线铁路运输一度中断。有些学生到工厂呼吁罢工。武汉高自联负责人频繁开会，筹划更大的行动，一些高校出现武汉高自联有关北京镇压的传单。
6月7日，全市共有九所院校近两千名学生上街，在市区主要交通干线游行。当局指他们“见车就拦，扎胎放气”，用作路障。武汉钢铁学院等校200余名学生在武汉钢铁公司周围设置多处路障，阻挡工人上班，当地公共交通和武大（冶）铁路运输中断。上午九时，中国地质大学300余名学生在武昌东门十字路口拦截9辆公共汽车作为路障，近千人堵塞了长江公路大桥的交通，武大鐵路距武昌十六公里處的道口橋上,被群衆以鋼架等物堵死，武漢長江大橋南端的引橋上,遭群衆以被破壞的汽車設障,阻絕交通。京廣鐵路亦因鐵軌遭群衆設障,中斷十個小時。官方指“一些学生和社会闲杂人员”将长江铁路大桥堵塞，致使南来北往的列车中断，晚八时三十分才恢复通车。10时许，中南财经大学等8所院校的400余名学生游行至大东门，举行追悼会，万余人围观。追悼会后，部分学生沿途将一些公共电汽车、卡车、面包车放置作路障。晚上，华中师大部分教师率学生1500余人在武汉大学、工业学院、工业大学、水利电力学院之间游行。武汉重型机床厂等企业亦受到冲击。當天，公安局指四名守卫大桥的哨兵和16名警察被打伤。武漢公安抓獲胡良兵、楊革闖、陳偉、金濤等23名在長江大橋攔燒車輛、打傷武警的人。
從6月5日至7日，學生和群眾在長江大橋與主要道路設置路障，使公路與市區交通爲之癱瘓。6月8日，湖北大学、武汉钢院、华中师大、武汉大学千余名学生相继上街，造成京广铁路和武汉至大冶铁路线多次出现中断。他们还冲击武昌造船厂、武昌车辆厂，煽动工人罢工。湖北大学200名学生打着“湖大敢死队”横幅到武昌车辆厂大门前静坐，阻拦工人上班。武汉钢铁学院百余名学生在任家路铁路道口挡车，在铁轨上静坐，武大（冶）铁路中断4小时。武汉高自联继续在武汉大学开会，讨论了筹建地下电台和转移印刷设备问题。美联社、法新社消息指过去两天所设置的路障大都已被清除。
官方指從6月7日至9日，武漢高校學生和示威者多次在長江大橋、武昌大東門、武鋼門前進行集會,造成交通堵塞,部分並在交通要道和鐵路關鍵地段設置路障,破壞交通設施，乃至有人燒毀公共車輛,造成市區交通和京廣鐵路運輸多次中斷。6月9日，在武汉地区的高校中，除武汉大学外，支持学运的学生自治组织已陆续宣布解散。武汉高自联继续在武汉大学开会，但仅来6所学校代表。会议宣布每天一次的例会暂停。最終「武汉高校联合会」等組織在武汉党政部门的介入下解散。

## 另見
- 六四事件
- 六四事件中的湖北省
- 1989年中華人民共和國抗議地區列表